# Talismania
Talismania — род лучепёрых рыб семейства гладкоголовые. Название рода происходит от греческого слова telesma, которое изначально означало «приносить жертву», а позднее — «талисман». Встречаются в Тихом, Атлантическом и Индийском океанах. Живут на глубинах от 250 до 2000 м. Батипелагические рыбы. Длина тела от 16 (Talismania antillarum) до 46,3 см (Talismania longifilis). Они безвредны для человека, промысловой ценности не представляют.

## Классификация
В состав рода включают 11 видов:
- Talismania antillarum (Goode & T. H. Bean, 1896)
- Talismania aphos (W. A. Bussing, 1965)
- Talismania bifurcata (A. E. Parr, 1951)
- Talismania brachycephala Sazonov, 1981
- Talismania bussingi Sazonov, 1989
- Talismania filamentosa Okamura & Kawanishi, 1984
- Talismania homoptera (Vaillant, 1888)
- Talismania kotlyari Sazonov & Ivanov, 1980
- Talismania longifilis (A. B. Brauer, 1902)
- Talismania mekistonema Sulak, 1975
- Talismania okinawensis Okamura & Kawanishi, 1984